# Déborah Anthonioz
Déborah Jessica Anthonioz (Thonon-les-Bains, 29 de agosto de 1978) es una deportista francesa que compitió en snowboard, especialista en la prueba de campo a través.
Participó en tres Juegos Olímpicos de Invierno, entre los años 2006 y 2014, obteniendo una medalla de plata en Vancouver 2010, en el campo a través.
Adicionalmente, consiguió una medalla de bronce en los X Games de Invierno.

## Medallero internacional
| Juegos Olímpicos | Juegos Olímpicos   | Juegos Olímpicos | Juegos Olímpicos |
| Año              | Lugar              | Medalla          | Prueba           |
| ---------------- | ------------------ | ---------------- | ---------------- |
| 2010             | Vancouver (Canadá) | Medalla de plata | Campo a través   |

| X Games de Invierno | X Games de Invierno    | X Games de Invierno | X Games de Invierno |
| Año                 | Lugar                  | Medalla             | Prueba              |
| ------------------- | ---------------------- | ------------------- | ------------------- |
| 2011                | Aspen (Estados Unidos) | Medalla de bronce   | Campo a través      |